# Nasi Manu
Pas d'image ? Cliquez ici

a Compétitions nationales et continentales officielles uniquement.

b Matchs officiels uniquement.
Dernière mise à jour le 5 juillet 2023.
Nasi Manu, né le 15 août 1988 à Lincoln (Nouvelle-Zélande), est un joueur international tongien de rugby à XV évoluant aux postes de troisième ligne centre ou troisième ligne aile. Il mesure 1,90 m pour 118 kg. 
Son oncle est Daniel Manu, ancien joueur de rugby à XV qui avait joué pour l'Australie et son cousin est Sika Manu, joueur de rugby à XIII.

## Carrière

### En club
Nasi Manu commence sa carrière professionnelle en Nouvelle-Zélande avec la province des Canterbury en NPC en 2007.
En 2008, il retenu avec la franchise des Crusaders pour disputer le Super Rugby. Après deux saisons, il rejoint les Highlanders en 2010,. Il dispute six saisons avec la franchise de Dunedin, et remporte le Super Rugby en 2015 lors de sa dernière saison en étant alors vice-capitaine,.
Il quitte la Nouvelle-Zélande en 2015 pour signer un contrat de deux saisons avec le club écossais d'Édimbourg Rugby en Pro12,. Gêné par des blessures, il ne joue que seize matchs en deux saisons.
À la recherche de plus de temps de jeu, il rejoint en 2017 le Benetton Trevise en Pro14. En octobre 2018, il lui est diagnostiqué un cancer des testicules, dont il est opéré, mais cela l'éloigne des terrains pour l'intégralité de la saison 2018-2019. Il n'est pas conservé par le club italien à l'issue de la saison 2019-2020.
Il retourne ensuite jouer en Nouvelle-Zélande avec la province d'Otago pour la saison 2020 de NPC.
Après une année sans contrat professionnel, il rejoint en 2022 le club japonais des Hino Red Dolphins en deuxième division de League One. Il quitte le club au bout d'une saison, et quatre matchs disputés.

### En équipe nationale
Nasi Manu a joue avec l'équipe de Nouvelle-Zélande des moins de 20 ans en 2008, remportant à cette occasion la première édition du Championnat du monde junior,.
Il fait le choix de représenter son pays d'origine, les Tonga, en 2018, après avoir longtemps espéré porter le maillot des All Blacks,.
Il obtient sa première cape internationale avec l'équipe des Tonga le 9 juin 2018 à l’occasion d’un match contre l'équipe de Géorgie à Suva.
En 2019, il est retenu dans le groupe tongien pour disputer la Coupe du monde au Japon. Il dispute trois matchs dans cette compétition, contre l'Angleterre, la France et les États-Unis.
En décembre 2020, il est sélectionné avec les Moana Pasifika, qui sont alors une sélection représentant les îles du Pacifique, pour affronter les Māori All Blacks.

## Palmarès

### En club
- Vainqueur du National Provincial Championship en 2008, 2009, 2010, 2011, 2012 et 2013 avec Canterbury .
- Vainqueur du Super Rugby en 2008 les Crusaders, et en 2015 avec les Highlanders.

### En équipe nationale
- Vainqueur du Championnat du monde junior en 2008 avec l'équipe de Nouvelle-Zélande des moins de 20 ans.

## Statistiques internationales
- 9 sélections entre 2018 et 2021.
- 0 point.

- Participation à la Coupe du monde en 2019 (3 matchs).